# Balspjut
Ett balspjut är ett spetsigt föremål av hård metall som används för att lyfta och flytta rundbalar eller fyrkantiga storbalar i lantbruket. Balspjut syftar även på hela redskapskonstruktionen av själva spjutet och ramen för att fästa fast det på en maskin. Många sådana konstruktioner använder flera egentliga spjut men refereras till i singularis. Rundbalspjutet kan ha ett mindre spjut monterat under det primära spjutet vilket stabiliserar balen på spjutet. Storbalsspjutet har alltid flera vid sidan av varandra monterade spjut för att få ett balanserat grepp i balen.
Balspjutet monteras på en jordbrukstraktor, oftast i frontlastaren men kan med andra fästen även användas i trepunktslyften bak på traktorn när hög lyfthöjd inte erfordras. Även andra maskin för lyftning används, t.ex. lastmaskin och teleskoplastare. För att fästa balen trycks spjutet in i den, parallellt eller snett nedåt genom balen, varpå spjutet lyfts och vinklas snett uppåt för att hindra att balen glider av. Jämför med att trycka en tunn spik genom en välkokt potatis.
Balarna är av hö, halm eller inplastad ensilage.
Då ensilagebalar måste vara lufttäta under lagring, behöver balen konsumeras av djuren alldeles efter man har kört ett balspjut igenom den. Därför lämpar sig balspjuten inte för omflyttning av ensilagebalar som blivit inplastade.
För omflyttning av ensilagebalar utan att skada dem används en balgrip.
Balspjut ska inte förväxlas med gödselgrep eller pallgafflar, även om de två hjälpligt kan användas för att flytta rundbalar.